# BMW E24
BMW E24 — платформа BMW, на которой было построено первое поколение 6-серии. Автомобиль выпускался в период с 1976 по 1989 год. В 1989 году вместо 6-серии на конвейер была поставлена 8-серия BMW E31. Новое поколение BMW 6-серии E63 появилось в 2004 году.

## История модели
BMW E24 заменила модели CS и CSL, выпускавшиеся с 1965 года. Выпуск начался в марте 1976 двумя моделями 630CS и 633CSi. В первые годы производства кузов выпускался на заводах Karmann, но позже было налажено производство на своих заводах.
В июле 1978 появилась более мощная версия 635CSi (в первое время недоступная в Северной Америке и Японии), имевшая в стандартной комплектации 5-ступенчатую КПП и чёрный спойлер на крышке багажника.
В 1979 карбюраторную версию 630CS заменила 628CSi. На автомобиль устанавливался впрысковый двигатель объёмом 2.8 л от BMW 528i.
В 1982 (в Европе) и 1983 (в США) поступили в продажу обновлённые версии машины. Изменения коснулись интерьера и внешнего облика. А версия 635CSi получила новый двигатель объёмом 3430 см³ вместо 3453 см³, а также появилась автоматическая коробка.
В 1984 Европа увидела версию M635CSi с двигателем M88 от BMW M1. Автомобиль обзавёлся аэродинамическим обвесом и был обут в низкопрофильную резину Michelin TRX на трёхсоставных 16" дисках BBS. Модели 1988 года получили бампера способные выдержать удар при столкновении со скоростью до 8 км/ч. 1989 год стал последним для E24 и в апреле выпуск был закончен. Взамен её на конвейер встала 8-серия E31.

## Северная Америка и Япония
В Северной Америке и Японии действовали жёсткие нормы на выброс вредных веществ. Поэтому все автомобили должны были оснащаться каталитическими нейтрализаторами. Для этих рынков выпускались следующие модели:
- 630CSi (с 1977 по 1978)
- 633CSi (с 1978 по 1984)
- 635CSi (с 1985 по 1989)
- M6 (с 1987 по 1989)

В США 6-серия появилась в 1977 году. Она была представлена моделью 630CSi. Это была та же 630CS, только вместо карбюраторного двигателя устанавливался инжекторный объёмом 3 литра. Он выдавал 176 л. с. (131 кВт) и 251 Н·м крутящего момента.
В середине 1978 630CSi была заменена на 633CSi. Двигатель M30 объёмом 3.2 литра выдавал 180 л. с.. В 1985 произошла очередная смена мотора. Объём увеличился до 3.4 литра, а мощность до 182 л. с., но главным отличием был больший крутящий момент. Вместо 264 Н·м на 3.2 л новый выдавал 290 Н·м. Изменилось и обозначение модели. Теперь она стала 635CSi.
США получили свою M-серию E24 в 1987. Она носила имя M6, мощность двигателя была снижена до 256 л. с., это было сделано из-за действующих норм на выброс вредных веществ.

## Модели
| BMW                             | 628CSi | 630CS | 633CSi | 635CSi | 635CSi | M635CSi                                                               |
| ------------------------------- | --- | --- | --- | --- | --- | --------------------------------------------------------------------- |
| Годы производства:              | 1979 — 1987 | 1976 — 1979 | 1976 — 1982 | 1978 — 1981 | 1982 — 1989 | 1983 — 1989                                                           |
| Тип и расположение двигателя:   | бензиновый, рядный, 6-цилиндровый, спереди продольно                                                                              | бензиновый, рядный, 6-цилиндровый, спереди продольно                                                                              | бензиновый, рядный, 6-цилиндровый, спереди продольно                                                                              | бензиновый, рядный, 6-цилиндровый, спереди продольно                                                                              | бензиновый, рядный, 6-цилиндровый, спереди продольно                                                                              | бензиновый, рядный, 6-цилиндровый, спереди продольно                  |
| Диаметр цилиндра и ход поршня:  | 86 мм x 80 мм | 89 мм x 80 мм | 89 мм x 86 мм | 93.4 мм x 84 мм | 92 мм x 86 мм | 93.4 мм x 84 мм                                                       |
| Объём:                          | 2788 см³ | 2985 см³ | 3210 см³ | 3453 см³ | 3430 см³ | 3453 см³                                                              |
| Максимальная мощность:          | 181л. с./135кВт при 5800 об/мин                                                                                                   | 182л. с./136кВт при 5800 об/мин                                                                                                   | 194л. с./145кВт при 5500 об/мин                                                                                                   | 215л. с./160кВт при 5200 об/мин                                                                                                   | 215л. с./160кВт при 5200 об/мин                                                                                                   | 282л. с./210кВт при 6500 об/мин                                       |
| Максимальный крутящий момент:   | 235 Н.м при 4200 об/мин | 255 Н.м при 3500 об/мин | 284 Н.м при 4300 об/мин | 304 Н.м при 4000 об/мин | 304 Н.м при 4000 об/мин | 333 Н.м при 4500 об/мин                                               |
| Степень сжатия:                 | 9.3: 1 | 9.0 : 1 | 9.3 : 1 | 9.3 : 1 | 10.0 : 1 | 10.5 : 1                                                              |
| Система питания:                | инжектор Bosch L-Jetronic | карбюратор Pierburg 4A1 | инжектор Bosch L-Jetronic | инжектор Bosch L-Jetronic | инжектор Bosch Motronic | инжектор Bosch Motronic                                               |
| Объём бака:                     | 70 л | 70 л | 70 л | 70 л | 70 л | 70 л                                                                  |
| Система газораспределения:      | 12 клапанов, SOHC | 12 клапанов, SOHC | 12 клапанов, SOHC | 12 клапанов, SOHC | 12 клапанов, SOHC | 24 клапана, DOHC                                                      |
| Тип охлаждения двигателя:       | Водяное охлаждение | Водяное охлаждение | Водяное охлаждение | Водяное охлаждение | Водяное охлаждение | Водяное охлаждение                                                    |
| КПП:                            | 4-ступенчатая механическая (с 1979 5-ступенчатая) или 3-ступенчатая автоматическая (с 1983 4-ступенчатая) привод на задние колеса | 4-ступенчатая механическая (с 1979 5-ступенчатая) или 3-ступенчатая автоматическая (с 1983 4-ступенчатая) привод на задние колеса | 4-ступенчатая механическая (с 1979 5-ступенчатая) или 3-ступенчатая автоматическая (с 1983 4-ступенчатая) привод на задние колеса | 4-ступенчатая механическая (с 1979 5-ступенчатая) или 3-ступенчатая автоматическая (с 1983 4-ступенчатая) привод на задние колеса | 4-ступенчатая механическая (с 1979 5-ступенчатая) или 3-ступенчатая автоматическая (с 1983 4-ступенчатая) привод на задние колеса | 5-ступенчатая механическая привод на задние колеса                    |
| Бортовая электросеть:           | 12 Вольт | 12 Вольт | 12 Вольт | 12 Вольт | 12 Вольт | 12 Вольт                                                              |
| Тормоза:                        | дисковые (Ø спереди 280 мм, сзади 272 мм), с 1984 устанавливалась ABS                                                             | дисковые (Ø спереди 280 мм, сзади 272 мм), с 1984 устанавливалась ABS                                                             | дисковые (Ø спереди 280 мм, сзади 272 мм), с 1984 устанавливалась ABS                                                             | дисковые (Ø спереди 280 мм, сзади 272 мм), с 1984 устанавливалась ABS                                                             | дисковые (Ø спереди 280 мм, сзади 272 мм), с 1984 устанавливалась ABS                                                             | дисковые (Ø спереди 280 мм, сзади 272 мм), с 1984 устанавливалась ABS |
|                                 | | | | | |                                                                       |
|                                 | | | | | |                                                                       |
| Снаряжённая масса:              | 1450 кг | 1475 кг | 1495 кг | 1520 кг | 1470 кг | 1510 кг                                                               |
| Полная масса:                   | 1830 кг | 1830 кг | 1830 кг | 1860 кг | 1850 кг | 1850 кг                                                               |
|                                 | | | | | |                                                                       |
| Колея передняя/ задняя:         | 1422 мм/1487 мм | 1422 мм/1487 мм | 1422 мм/1487 мм | 1430 мм/1460 мм | 1430 мм/1460 мм | 1430 мм/1460 мм                                                       |
| Колёсная база:                  | 2626 мм | 2626 мм | 2626 мм | 2626 мм | 2626 мм | 2626 мм                                                               |
|                                 | | | | | |                                                                       |
| Длина:                          | 4755 мм | 4755 мм | 4755 мм | 4755 мм | 4755 мм | 4755 мм                                                               |
| Ширина:                         | 1725 мм | 1725 мм | 1725 мм | 1725 мм | 1725 мм | 1725 мм                                                               |
| Высота:                         | 1365 мм | 1365 мм | 1365 мм | 1365 мм | 1365 мм | 1354 мм                                                               |
|                                 | | | | | |                                                                       |
|                                 | | | | | |                                                                       |
| Размер шин:                     | 195/70VR14 | 195/70VR14 | 195/70VR14 | 195/70VR14 | 205/70VR14 | 220/55VR390 или 240/45VR415                                           |
|                                 | | | | | |                                                                       |
|                                 | | | | | |                                                                       |
| Максимальная скорость:          | 215 км/ч | 210 км/ч | 215 км/ч | 222 км/ч | 225 км/ч | 255 км/ч                                                              |
| Разгон до 100 км/ч (мех./авт.): | 9.1 сек./10.9 сек. | 8.9 сек./11.2 сек. | 7.9 сек./10.4 сек. | 7.6 сек./9.1 сек. | 7.6 сек./10.5 сек. | 6.4 сек.                                                              |
| Расход топлива:                 | 15.5л/100 км | 16.5л/100 км | 16.5л/100 км | 17.0л/100 км | 15.0л/100 км | 18.0л/100 км                                                          |